# Leptopteromyia colombiae
Leptopteromyia colombiae är en tvåvingeart som beskrevs av Martin 1971. Leptopteromyia colombiae ingår i släktet Leptopteromyia och familjen rovflugor.
Artens utbredningsområde är Colombia. Inga underarter finns listade i Catalogue of Life.